# Nybodsjön
Nybodsjön är en sjö i Härjedalens kommun i Härjedalen och ingår i Ljusnans huvudavrinningsområde. Sjön har en area på 0,206 kvadratkilometer och ligger 559,5 meter över havet.

## Delavrinningsområde
Nybodsjön ingår i det delavrinningsområde (683788-142866) som SMHI kallar för Mynnar i Gönan. Medelhöjden är 576 meter över havet och ytan är 20,15 kvadratkilometer. Det finns inga avrinningsområden uppströms utan avrinningsområdet är högsta punkten. Lill-Gönan som avvattnar avrinningsområdet har biflödesordning 5, vilket innebär att vattnet flödar genom totalt 5 vattendrag innan det når havet efter 311 kilometer. Avrinningsområdet består mestadels av skog (73 procent) och sankmarker (11 procent). Avrinningsområdet har 0,7 kvadratkilometer vattenytor vilket ger det en sjöprocent på 3,5 procent.